# 10-я пехотная дивизия (Болгария)
10-я Беломорская пехотная дивизия (болг. Десета пехотна беломорска дивизия) — воинское формирование вооружённых сил Болгарии, участвовавшее в Первой Балканской и обеих мировых войнах. Формировалось трижды.

## История

### Первая Балканская война
Дивизия сформирована 20 сентября 1912 как 10-я сборная дивизия. В состав вошли две бригады, а именно: 16-й, 25-й, 47-й и 48-й пехотные полки, 10-й артиллерийский полк и 10-я сапёрная группа. Командовал дивизией в годы Первой Балканской генерал-майор Стою Брадистилов, дивизия подчинялась командованию 1-й армии. 10-я дивизия была распущена по окончании войны.

### Первая мировая война
Дивизию созвали снова в 1915 году под именем 10-я Беломорская пехотная дивизия. С 1915 по 1918 годы дивизия вела борьбу за контроль над побережьем Эгейского моря и подчинялась непосредственно Министерству обороны и Генеральному штабу Болгарской армии. Силы дивизии сосредотачивались в районе Ксанти — Пашмакли — Дедеагач  — Гюмюрджина. В 1920 году дивизию снова распустили.

### Вторая мировая война
20 апреля 1941 новособранная 10-я Родопская пехотная дивизия в составе 2-й армии, находившейся под командованием генерал-лейтенанта Маркова, начала бои на территории Беломорья (греческая Восточная Македония и Фракия). В составе дивизии были 10-й, 44-й и 47-й пехотные полки. 27 апреля 1941 дивизия, следуя за немецкими войсками, заняла Ксанти и Комотини (Гюмюрджину), переправившись через реку Струму и заняв линию обороны Арда — Дипотами — Потомаки — Амисинон — Сидироптера — река Места (под контролем дивизии оказался остров Тасос. После захвата Восточной Македонии штаб дивизии был перенесён в Драму.
10-я дивизия организовала оборону против греческих войск между реками Струма и Места, а также на острове Тасос. С 3 мая 1941 10-я пехотная дивизия начала постепенный отход, поскольку обязанности по обороне захваченных территорий на себя взяла 11-я пехотная дивизия. По окончании войны 10-я дивизия была распущена окончательно.

## Командиры
| # | Звание        | Имя                | Время                     |
| - | ------------- | ------------------ | ------------------------- |
| 1 | генерал-майор | Стою Брадистилов   | 20 сентября 1912—?        |
| 2 | полковник     | Васил Делов        | ?—1914                    |
| ? | полковник     | Иван Колев         | 1914—1916                 |
| ? | полковник     | Иван Петров        |                           |
| ? | полковник     | Христо Бурмов      | апрель 1916 — 20 мая 1917 |
| ? | полковник     | Александар Давидов |                           |
| ? | генерал-майор | Иван Шкойнов       |                           |
| ? | подполковник  | Васил Бойдев       | 2 мая 1933                |
| ? | полковник     | Борис Харизанов    | 1944                      |